# Jutiapa (municipio)
Jutiapa (del náhuatl, significa «río de flores») es un municipio y a la vez capital del Departamento de Jutiapa; localizado a 125 km de la Ciudad de Guatemala en la región IV o región sur-oriente de la República de Guatemala. Es el municipio más poblado del departamento de Jutiapa pues cuenta con un aproximado de 167.049 habitantes en 2022. Su extensión es de 620 km². 
Después de la Independencia de Centroamérica en 1821, cuando el Estado de Guatemala dividió su territorio en distritos para la impartición de justicia, fue asignado al Circuito de Mita en el Distrito N.º 3 del mismo nombre en el departamento de Chiquimula.
La cabecera municipal de Jutiapa comenzó como una villa en el año de 1847 convirtiéndose en cabecera departamental cuando se creó el municipio de Jutiapa el 8 de mayo de 1852 y otorgándosele a dicha villa el título de ciudad el 15 de septiembre de 1878 según Decreto Gubernativo n.º 219, el cual es ratificado por el Acuerdo el 6 de septiembre de 1921.
En el Municipio de Jutiapa habitan personas que se consideran a sí mismas ladinas siendo el 63.95% del total de su población además está habitado  por indígenas originarias de Jutiapa y también de otros departamentos, un  34.49% se consideran a sí mismas xincas lo cual representa a 50,320 personas además de otras agrupaciones como los mayas (en su mayoría del tipo pipíles) y garífunas que son 1.11% y 0.22% respectivamente, además cuenta con una minúscula población de extranjeros que no superan el 0.15%.
El clima en la ciudad municipal es templado en tiempos de invierno y cálido en verano. Tiene aproximadamente 5 carreteras de acceso a otros municipios y salidas a otros departamentos. Unas de las tradiciones más importantes son las fiestas titulares que se celebran del 22 al 24 de julio (fiesta en honor a San Cristóbal) y del 10 al 16 de noviembre (Feria Ganadera Nacional).
En el municipio de Jutiapa existen un total de 32,507 hogares pero posee un total de 38,624 viviendas particulares siendo además el promedio de personas por hogar es del 4.49.
La edad promedio de quienes lo habitan es de 26.36 años y su índice de personas en dependencia es del 63.39%.
El total de su población se considera que viven en  el sector urbano.

## Toponimia

### Nombre castellano
Muchos de los nombres de los municipios y poblados de Guatemala constan de dos partes: el nombre del santo católico que se venera el día en que fueron fundados y una descripción con raíz náhuatl; esto se debe a que las tropas que invadieron la región en la década de 1520 al mando de Pedro de Alvarado estaban compuestas por soldados españoles y por indígenas tlaxcaltecas y cholultecas. El topónimo «Jutiapa» proviene de la palabra náhuatl «Xo-chiapán» que significa «río de flores», el cual a su vez proviene de las raíces «Xōchi-» (español: «flor») y «apán» (español: «río»).

### Otras versiones
El topónimo provendría de los vocablos indígenas «jute» y «apán» que significan «Río de Jutes»  Por otra parte, se dice también que el topónimo se habría originado de la palabra «enjutar», término regional utilizado por los alfareros locales.

## Aspectos Generales

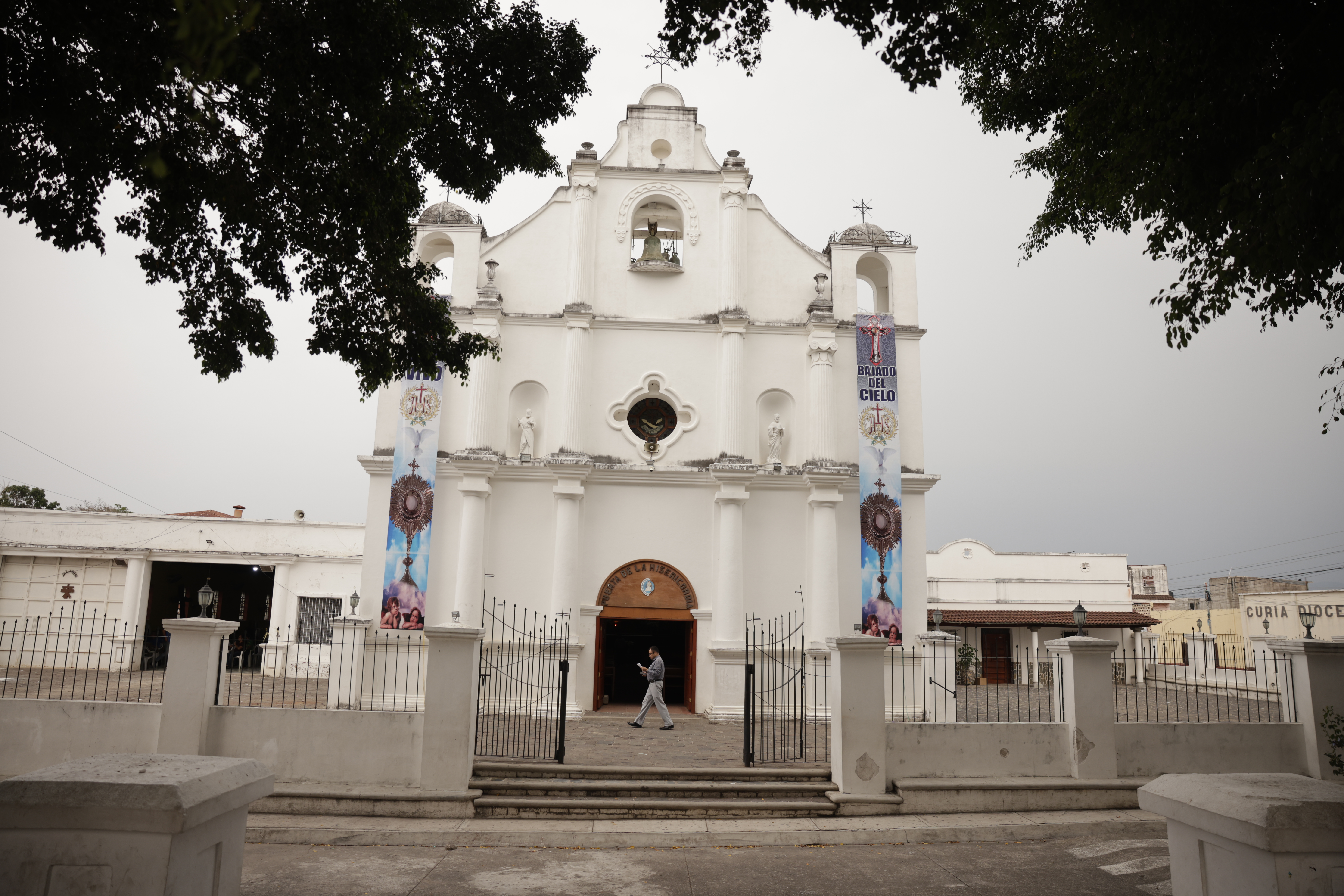
Templo católico colonial de Jutiapa

Con su extensión territorial de 620 km² es el municipio más grande del departamento de Jutiapa superando por 144 km² al segundo municipio más grande que es Asunción Mita. Con su extensión territorial cuenta con una gran cantidad de aldeas, caseríos, ríos, cerros, montañas, etc. 
Jutiapa es el municipio más poblado del departamento ya que casi la mitad de los pobladores de todo el departamento de Jutiapa viven en él. En frente de la entrada se encuentra el Cerro de la Virgen que está al otro en el lado oeste de la ciudad municipal. Muchas de sus aldeas se pueden encontrar ubicadas a las orillas sus carreteras. 
El municipio de Jutiapa solo cuenta con ríos y riachuelos y algunos de ellos provienen de los municipios del departamento. Esta cabecera se encuentra limitada por barrancos tanto por el norte como por el sur, por lo que puede decirse que no tiene más que dos entradas, la del este y la del oeste. Su territorio se dividen en aldeas, caseríos, fincas y parajes que son más de treinta aldeas y más de cien caseríos las cuales veremos más detalladamente a continuación:

## Demografía
Tomando como base el censo de población de 2018, la población estimada al año 2022 es de 167 049 habitantes.
| POBLACIÓN POR SEXO |        |     |
| Hombres            | 81,854 | 49% |
| Mujeres            | 85,195 | 51% |

| POBLACIÓN POR ÁREA |         |         |
| Urbano             | 167,049 | 100.00% |
| Rural              | 0       | 0.00%   |

| POBLACIÓN POR GRANDES GRUPOS DE EDAD |         |       |
| Maya                                 | 1,617   | 1%    |
| Garífuna                             | 585     | 0.35% |
| Xinca                                | 56,797  | 34%   |
| Afrodescendiente/Creole/Afromestizo  | 0       | 0%    |
| Ladino                               | 106,911 | 64%   |
| Extranjero                           | 1,086   | 0.65% |

## División política
Jutiapa es el municipio con más aldeas en todo el departamento de Jutiapa, ya que cuenta con treinta y seis de ellas Además, el municipio es el que tiene la mayor cantidad de caseríos, ya que cuenta con ciento cuarenta, que no solo se encuentran integrados en el municipio y en las demás aldeas sino que también se pueden encontrar integrados en otros municipios, como El Progreso. Son los siguientes:
| Aldea                | Caseríos por aldea |
| -------------------- | --- |
| Amayito              | El Rinconcito, El Rodeo y Piedra Blanca |
| Río de la Virgen     | Quebrada del Tejar |
| San Antonio          | - La Flor - Río de Paz - El Jícaro - El Estoraque - Mal Paso - El Brasiliar - El Marchante |
| La Arada             | Zapote, Santa Clara, El Matilisguate y La Garita |
| San Marcos           | El Coyol y Los Amates |
| Potrero Grande       | - San Francisco - Chinamas - El Jobo - Santa Rosita - Araditas - Las Veguitas - La Vega Abajo - El Silencio - El Cobano - El Calvario - El Caulote - Los Chivos - El Trapichito - Mal Paso - Los Hoyos - Las Lomas - El Marillal             |
| Lomitas              | - El Cobano - El Calvario - El Caulote - Los Chivos - El Trapichito - Mal Paso - Los Hoyos - Las Lomas - El Marillal |
| El Peñón             | - La Pastoria - Nance Dulce - Los Comunes - Ojo de Agua - El Aguacate - El Patashte - El Naranjo |
| Amayo Sitio          | - El Profundo - Matochal Muralla - Buena Vista - El Ciprés - Chagüite - El Congo - Paso Bueno - El Durazno - El Naranjo - Cieneguilla - Manzanillo - Enramadas - Chiquirá - La Fuente - Pontezuela - El Jardín                               |
| Valencia             | Joyas o Culebro, Patios de Trigo, El Carrizal y Joya Grande |
| El Pinal             | Chico Hilario y Quebrada de Agua |
| Encino Gacho         | Salto del Arenal y Joyitas |
| Apantes              | La Vega |
| San Pablo            | - El Carrizo - El Pedrero - Hacienda Vieja - Acequia - Aldea Nueva - Cerro Grande - El Tablón - Las Animas - Las Animas Abajo |
| Nueva Esperanza      | La Lagunita y Piedra Pintada |
| Canoas               | - Agua Zarca - Las Impresiones - Las Pozas - El Chaperno - El Matilisguate - Guacamayas - Velásquez |
| San José Buena Vista | Casas Viejas |
| El Barreal           | - La Chichita - La Cuesta - Valle Lindo - Las Arrayanas - El Trablero - San Mororo - Sitio Viejo - El Talpetate - El Pino - Las Mesas - Las Lomas - La Peña - Matochal Tunita - El Botadero - Neblinas - La Pajarita - Vista Hermosa         |
| Amayo Ingenio        | Las Victorias Zapote |
| Marías Montañas      | - Los Lobos - Las Perlas - La Brea - El Carrizal - Los Anonos - El Matasano - Tasheca - Llano Largo - La Labor - Las Huertas - Los Regadillos - Hieba Buena                                                                                  |
| Pipiltepeque         | Plan del Jocote, Las Marías y El Naranjo |
| La Lagunilla         | - El Marrillo - Ixtacapa - El Pino - El Silencio - Los Hoyos - El Salitre - San Francisco - Las Crucitas - Río Paz Arriba - El Baño - El Ujushte - Xequita - La Muralla - Ojo de Agua - El Tule - Jícaro - Chaperno - Amatal - Tierra Blanca |
| Finca y paraje       | Finca «El Porvenir» y Paraje «El Chipilinar» |

## Lugares Poblados
Ciudad de Jutiapa se posiciona como el noveno municipio más poblado de Guatemala con un total de 145 880 habitantes hasta el Censo 2018 . El municipio alberga un total de 245 incluidos aldeas, asentamientos, colonias, fincas y villa . Entre los 15 lugares más poblados, vive el 39% de población jutiapaneca.
A continuación un listado de los 15 lugares más poblados del municipio de Jutiapa:
| #                 | Código            | Lugar                    | Tipo              | Población |
| ----------------- | ----------------- | ------------------------ | ----------------- | --------- |
| 1                 | 2201001           | Jutiapa (Centro)         | Ciudad            | 19 251    |
| 2                 | 2201002           | Trancas                  | Caserío           | 5 065     |
| 3                 | 2201003           | El Barrial               | Aldea             | 3 977     |
| 4                 | 2201004           | Cerro Gordo              | Aldea             | 3 378     |
| 5                 | 2201005           | Tunas I                  | Aldea             | 2 989     |
| 6                 | 2201006           | La Cuesta                | Caserío           | 2 448     |
| 7                 | 2201007           | Jicaro Grande            | Caserío           | 2 443     |
| 8                 | 2201008           | Animas Lomas             | Aldea             | 2 394     |
| 9                 | 2201009           | San Jose Buena Vista     | Caserío           | 2 385     |
| 10                | 2201010           | San Antonio              | Aldea             | 2 354     |
| 11                | 2201011           | El Tablon                | Caserío           | 2 015     |
| 12                | 2201013           | Valencia                 | Aldea             | 1 949     |
| 13                | 2201014           | Apantes                  | Aldea             | 1 913     |
| 14                | 2201015           | El Durazno               | Caserío           | 1 865     |
| 15                | 2201016           | El Chiltepe Sector Norte | Caserío           | 1 822     |
| Ciudad de Jutiapa | Ciudad de Jutiapa | Ciudad de Jutiapa        | Ciudad de Jutiapa | 145 880   |

## Geografía física

### Hidrografía
La ciudad de Jutiapa no tiene muchos ríos pertenecientes a su territorio ya que la mayoría de los ríos están en los demás municipios, pero si hay muchos ríos se atraviesan en los extremos y límites del territorio de la cabecera departamental. Cuenta con 15 ríos, 37 quebradas, 2 lagunetas, 2 zanjas y 1 riachuelo. Los ríos más importantes que tiene Jutiapa son el río del Amayito, río de la Virgen y el río Trapichito. El río conocido por los locales como río salado solamente posee corriente de agua en las épocas lluviosas pues todo el resto del tiempo aparece seco y contaminado pues allí es donde se vierten los desechos de todos los drenajes de la ciudad de jutiapa.

### Accidentes Geográficos
Jutiapa tiene un total de tres volcanes: Amayo, Tahual y Culma. Este último es el volcán con la más baja elevación del país que reconoce el Diccionario Geográfico de Guatemala.
Entre los cerros más importantes están el cerro la cruz, Cerro Gordo, el Cerro Grande, y otros. Hay algunas montañas que han sido pobladas por las personas y pero que no son consideradas como tal debido al asinamiento de varias personas (entre ellas una montaña que ocupa actualmente Aldea La Unión) y el Cerro de La Virgen, que actualmente viven varias familias.

### Clima
En el municipio, su clima se caracteriza por ser de Tropical de Sabana (Aw), según la Clasificación climatológica de Köppen. Debido a su elevación baja a nivel del mar, sus temperaturas deberían ser muy cálidas, pero gracias a los vientos procedentes del norte, son agradables y no son extremos. Sin embargo, sus precipitaciones no son muy abundantes, ya que en la temporada de lluvias (mayo-octubre) recibe promedio de 1250 mm anuales. Aunque no pertenece a los municipios que forman el Corredor Seco, el municipio jutiapaneco está expuesto a sufrir sequías en la temporada propiamente dicha; y si hay lluvias, éstas son muy intensos y de corta duración. Estas condiciones anualmente suceden en el municipio, pero depende de los factores externos, entre ellos, los Fenómenos de El Niño-Oscilación del Sur.
| Parámetros climáticos promedio de Jutiapa | Parámetros climáticos promedio de Jutiapa | Parámetros climáticos promedio de Jutiapa | Parámetros climáticos promedio de Jutiapa | Parámetros climáticos promedio de Jutiapa | Parámetros climáticos promedio de Jutiapa | Parámetros climáticos promedio de Jutiapa | Parámetros climáticos promedio de Jutiapa | Parámetros climáticos promedio de Jutiapa | Parámetros climáticos promedio de Jutiapa | Parámetros climáticos promedio de Jutiapa | Parámetros climáticos promedio de Jutiapa | Parámetros climáticos promedio de Jutiapa | Parámetros climáticos promedio de Jutiapa |
| Mes                                       | Ene.                                      | Feb.                                      | Mar.                                      | Abr.                                      | May.                                      | Jun.                                      | Jul.                                      | Ago.                                      | Sep.                                      | Oct.                                      | Nov.                                      | Dic.                                      | Anual                                     |
| ----------------------------------------- | ----------------------------------------- | ----------------------------------------- | ----------------------------------------- | ----------------------------------------- | ----------------------------------------- | ----------------------------------------- | ----------------------------------------- | ----------------------------------------- | ----------------------------------------- | ----------------------------------------- | ----------------------------------------- | ----------------------------------------- | ----------------------------------------- |
| Temp. máx. media (°C)                     | 28.0                                      | 28.7                                      | 30.5                                      | 31.1                                      | 30.3                                      | 28.6                                      | 29.2                                      | 29.0                                      | 28.8                                      | 28.1                                      | 27.1                                      | 27.1                                      | 28.9                                      |
| Temp. media (°C)                          | 21.2                                      | 22.0                                      | 23.6                                      | 24.7                                      | 24.3                                      | 23.5                                      | 23.7                                      | 23.6                                      | 23.5                                      | 22.9                                      | 21.5                                      | 20.9                                      | 23                                        |
| Temp. mín. media (°C)                     | 14.5                                      | 15.4                                      | 16.8                                      | 18.3                                      | 18.4                                      | 18.4                                      | 18.3                                      | 18.3                                      | 18.3                                      | 17.7                                      | 15.9                                      | 14.8                                      | 17.1                                      |
| Precipitación total (mm)                  | 2                                         | 1                                         | 7                                         | 64                                        | 155                                       | 261                                       | 173                                       | 180                                       | 265                                       | 166                                       | 16                                        | 5                                         | 1295                                      |
| Fuente: Climate-Data.org                  |                                           |                                           |                                           |                                           |                                           |                                           |                                           |                                           |                                           |                                           |                                           |                                           |                                           |

### Ubicación geográfica
La ciudad de Jutiapa (que es la cabecera departamental más oriental de Guatemala, ya que se acerca a la frontera entre El Salvador y Guatemala, separando a dicha ciudad únicamente 30 km de distancia) se encuentra justo en medio de los municipios de Santa Catarina Mita, Asunción Mita, El Progreso, Comapa, Quesada, Jalpatagua y Yupiltepeque. El municipio más cercano que hay desde la ciudad departamental es El Progreso a 11 km de distancia y el más lejano es Pasaco a 92 km de distancia.
Se ubica en la latitud 14º 16' 58" y en longitud 89º 53' 33". Se encuentra a una distancia de 118 km de la Ciudad de Guatemala.  Sus colindancias son:
- Norte: Monjas, municipio del departamento de Jalapa
- Noreste: El Progreso, municipio del departamento de Jutiapa
- Este: Asunción Mita, municipio del departamento de Jutiapa
- Sur: Comapa, Yupiltepeque y El Adelanto, municipios de Jutiapa
- Oeste: Quesada, municipio del departamento de Jutiapa
- Noroeste: Casillas, municipio del departamento de Santa Rosa
- Suroeste: Jalpatagua, municipio del departamento de Jutiapa[11]

| Noroeste: Casillas   | Norte: Monjas                        | Nordeste: El Progreso |
| Oeste: Quesada       |                                      | Este: Asunción Mita   |
| Suroeste: Jalpatagua | Sur: Comapa Yupiltepeque El Adelanto |                       |

## Gobierno municipal de jutiapa
Los municipios se encuentran regulados en diversas leyes de la República, que establecen su forma de organización, lo relativo a la conformación de sus órganos administrativos y los tributos destinados para los mismos.  Aunque se trata de entidades autónomas, se encuentran sujetos a la legislación nacional y las principales leyes que los rigen desde 1985 son:
| N.º | Ley                                                | Descripción |
| --- | -------------------------------------------------- | --- |
| 1   | Constitución Política de la República de Guatemala | Tiene una regulación legal específica para los municipios en los artículos 253 al 262. |
| 2   | Ley Electoral y de Partidos Políticos              | Ley de carácter constitucional aplicable a los municipios en el tema de la conformación de sus autoridades electas. |
| 3   | Código Municipal                                   | Decreto 12-2002 del Congreso de la República de Guatemala. Tiene la categoría de ley ordinaria y contiene preceptos generales aplicables a todos los municipios, e inclusive contiene legislación referente a la creación de los municipios.             |
| 4   | Ley de Servicio Municipal                          | Decreto 1-87 del Congreso de la República de Guatemala. Regula las relaciones entra la municipalidad y los servidores públicos en materia laboral. Tiene su base constitucional en el artículo 262 de la constitución que ordena la emisión de la misma. |
| 5   | Ley General de Descentralización                   | Decreto 14-2002 del Congreso de la República de Guatemala. Regula el deber constitucional del Estado, y por ende del municipio, de promover y aplicar la descentralización y desconcentración económica y administrativa.                                |

El gobierno de los municipios está a cargo de un Concejo Municipal mientras que el código municipal —ley ordinaria que contiene disposiciones que se aplican a todos los municipios— establece que «el concejo municipal es el órgano colegiado superior de deliberación y de decisión de los asuntos municipales […] y tiene su sede en la circunscripción de la cabecera municipal»; el artículo 33 del mencionado código establece que «[le] corresponde con exclusividad al concejo municipal el ejercicio del gobierno del municipio».
El concejo municipal se integra con el alcalde, los síndicos y concejales, electos directamente por sufragio universal y secreto para un período de cuatro años, pudiendo ser reelectos.
Existen también las Alcaldías Auxiliares, los Comités Comunitarios de Desarrollo (COCODE), el Comité Municipal del Desarrollo (COMUDE), las asociaciones culturales y las comisiones de trabajo. Los alcaldes auxiliares son elegidos por las comunidades de acuerdo a sus principios y tradiciones, y se reúnen con el alcalde municipal el primer domingo de cada mes, mientras que los Comités Comunitarios de Desarrollo y el Comité Municipal de Desarrollo organizan y facilitan la participación de las comunidades priorizando necesidades y problemas.

## Historia
Los primeros pobladores de Jutiapa fueron las etnias xincas que eran descendientes de las personas de los otros departamentos de Guatemala, pipiles que venían del país de El Salvador y popolucas que llegaron desde el norte del país, ellos han dejado su huella en todo el departamento ya que los sitios arqueológicos que hoy han sido estudiados han demostrado la dominación que tuvieron en la época antigua. 

### Tras la Independencia de Centroamérica
La constitución del Estado de Guatemala promulgada el 11 de octubre de 1825 —y no el 11 de abril de 1836, como numerosos historiadores han reportado indirectamente — creó los distritos y sus circuitos correspondientes para la administración de justicia según el Código de Lívingston traducido al español por José Francisco Barrundia y Cepeda; Jutiapa era parte del Circuito de Mita en el Distrito N.º 3 del mismo nombre en el departamento de Chiquimula, junto con Santa Catarina, El Progreso, Agua Blanca, Quequesque, San Antonio, Anguiatú, Las Cañas, Limones, Mongoy, Espinal, Hermita, Chingo, Atescatempa, Yupiltepeque, Zapotitlán, Papaturro y San Diego.

### Fundación del distrito de Jutiapa

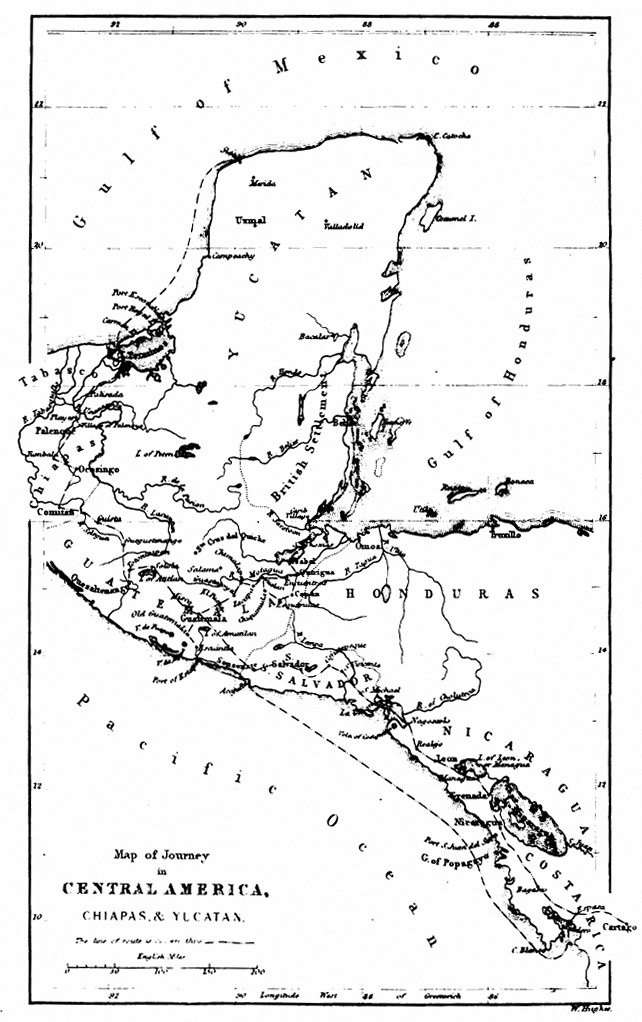
Mapa de Guatemala en 1839, elaborado por el arquitecto británico Frederick Catherwood, quien visitó Guatemala en compañía del explorador estadounidense John Lloyd Stephens en comisión del presidente de los Estados Unidos, Martin Van Buren.

La República de Guatemala fue fundada por el gobierno del presidente capitán general Rafael Carrera el 21 de marzo de 1847 para que el hasta entonces Estado de Guatemala pudiera realizar intercambios comerciales libremente con naciones extranjeras. El 25 de febrero de 1848 la región de Mita fue segregada del departamento de Chiquimula, convertida en departamento y dividida en tres distritos: Jutiapa, Santa Rosa y Jalapa.  Específicamente, el distrito de Jutiapa incluyó a Jutiapa como cabecera, Yupiltepeque, Asunción y Santa Catarina Mita y los valles aledaños que eran Suchitán, San Antonio, Achuapa, Atescatempa, Zapotitlán, Contepeque, Chingo, Quequesque, Limones y Tempisque;  además, incluía a Comapa, Jalpatagua, Asulco, Conguaco y Moyuta.
Debido a que para formar los distritos de Jalapa y Jutiapa se tomaron algunos pueblos de Chiquimula y Escuintla, al suprimirse dichos distritos por el decreto del Gobierno del 9 de octubre de 1850, volvieron a los departamentos de donde se habían segregado.  Sin embargo, por decreto gubernativo N.º 76 del 8 de mayo de 1852, el gobierno del general Carrera y Turcios creó el departamento de Jutiapa, con el municipio de Jutiapa como cabecera.
El 6 de septiembre de 1921, Jutiapa fue considerada de villa a ciudad según el Decreto Gubernativo n.º 219 del 15 de septiembre de 1878 adoptando el nombre la ciudad de Jutiapa adquiriendo el rango de cabecera Departamental.

## Economía
El municipio de Jutiapa es un municipio netamente comercial dedicado principalmente a la producción agrícola, ganadera y de servicios. Algunas de las personas que viven en sus aldeas o en la ciudad obtienen trabajos en mataderos de animales principalmente aviares. En sus aldeas se cosechan diferentes clases de semillas, vegetales y frutas las cuales y en su mayoría luego venden en la ciudad y en otros poblados del departamento de Jutiapa. Además hay un sector de personas las cuales se sostienen sobre la base de la manufactura de productos de jarcia, pita, cuero, terciopelo, maguey, etc. Cuenta con un único centro comercial y 2 mercados municipales siendo solo uno funcional. 
En la ciudad de Jutiapa hay una buena cantidad de comercios entre ellos podemos mencionar de electrodomésticos, de computadoras, de muebles, de medicamentos modernos y naturales, panaderías, productos lácteos entre otros. Entre las fuentes de comercio más importantes y avanzadas que hay en el municipio de Jutiapa son:

### Agricultura
La agricultura se practica en las aldeas del municipio, pero muchos productos agrícolas se comercian en la ciudad, un ejemplo de ello es la caña de azúcar. Antes se producían grandes cantidades de tabaco pero debido a la restricciones al fumar en determinados lugares del país, ya no sucede lo mismo. Los cultivos más cosechados son: maíz, frijol, arroz, maicillo, lenteja y papa.

### Producción Pecuaria
En las aldeas de Jutiapa hay granjas en donde se manufacturan alimentos lácteos, carnes, huevos entre otros. Muchos de los animales de origen bobino son llevados al matadero con el que cuenta la ciudad. Entre los ganados que el municipio cuenta están el ganado vacuno, el ganado porcino y aviar. También hay ranchos en donde se crían caballos los cuales entrenan para diferentes actividades entre ellas el desfile de la fiesta patronal.  
Además de obtener alimentos de dichos animales también se obtiene diferentes materias primas que sirven para crear prendas y adornos entre estos materiales encontramos el cuero, la lana, plumas, etc.

### Artesanía
Otra fuente de trabajo a la cual se dedican algunas personas autóctonas de dicha región es la elaboración y venta de productos de cera, lana, maguey, cuero y barro.

### Gastronomía
Entre la gastronomía del departamento de Jutiapa podemos encontrar algunos panes tradicionales de la región entre ellos semitas, birriñaques, salporas de arroz, buñuelos, quesadillas jutiapanecas, marquesote, "alboroto", pan de maíz jutiapaneco,  y una variedad de atoles para acompañar como son "el shuco", chilate y atolillo.

## Tradiciones
En el municipio de Jutiapa se celebran las ferias en honor a San Cristóbal que han tomado mucha importancia en la ciudad y en las aldeas. Se realizan fiestas patronales y procesiones en donde tanto la comunidad indígena como las personas en particular celebran cada año desde hace casi 100 años. 

### Ferias
La primera feria ganadera se celebraba el 20 de septiembre que había comenzado desde 1934, pero la feria fue tan exitosa que desde el 27 al 31 de octubre se promocionó a nivel departamental, quiere decir en casi todo el departamento de Jutiapa. El 26 de octubre del mismo año se cambió de fecha de los días en que se realizaba pasándolos del 10 al 16 de noviembre, pero esta vez celebrándose exclusivamente en el municipio de Jutiapa en donde se realizó en la ciudad de durante muchos años actualmente ya no es así pues ahora se celebra en las cercanías de la zona militar n.º 10. Actualmente, durante los días 24 y 25 de julio, se celebra la Fiesta Patronal en honor a San Cristóbal, donde se realiza el famoso encuentro de la Virgen María con San Cristóbal. Se realiza un desfile en donde participan muchas personas en caballos, vehículos y es notoria la presencia de los moros, quienes elaboran su particular baile tradicional en remembranza de la conquista española a Guatemala. También en dicha actividad se realiza la coronación de la reina de la feria para conmemorar a la Virgen María.

### Procesiones
Se realizan procesiones por parte de la iglesia católica que inicia en la aldea de Jícaro Grande, pasando por la aldea El Barreal, llegando a la Casa Comunal. Esta tradición es realizada y organizada por la comunidad indígena del municipio ya que es una de las tradiciones más antiguas que el municipio tiene.  Además se elige a la reina de la feria la cual es llamada la Señorita Xinca, quien participa en el desfile u encuentro que se realiza cada año.

## Naturaleza
En una gran cantidad de terrenos escabrosos no explotados para la vivienda u invadidos por la población jutiapaneca, el municipio de Jutiapa contiene algunas especies de animales y de plantas que se han mantenido resguardados en dichos terrenos. En los bosques que se encuentran a las orillas de la ciudad existen grandes cantidades de árboles de diferentes especies aunque muchos de ellos no sean autóctonas de la región. Además de ello en las aldeas se han conservado viveros en donde hay distintas especies de árboles que se han colocado en los lugares que se han considerado más adecuados. Entre los accidentes geográficos que se encuentran son montañas y cerros los cuales se están en las cercanías o afuera de la ciudad. 

### Flora
En las pequeñas montañas hay muy pocas cantidades de árboles ya que han sido deforestadas por las personas que las han utilizado para la industrialización de muebles de madera, leña, y otras por construcciones que han hecho en esos terrenos. La vegetación que el municipio brinda es muy variada y próspera ya que ha sido la base fundamental de la producción de frutas como jocotes, bananos, manzanas, naranjas, etc. Existen también plantas que han servido para los medicamentos que las personas venden en las calles como cápsulas, comprimidos, cremas, decocciones, elixir, jarabes, tinturas, ungüentos, etc., las plantas más abundantes son el berro, la menta, la hierbabuena, la manzanilla, la verbena, el pericón, el tomillo y el perejil.
Entre las especies de árboles que el municipio tiene están: pino, Madre Cacao, San Andrés, conacaste, palo jiote, mango, espinos y guayabo.

### Fauna
Los animales que Jutiapa contiene se dividen en animales domésticos y animales salvajes. No existen muchos animales en esas zonas ya que la gran cantidad de cacería que las personas han ocasionado han llegado a la extinción en el territorio jutiapaneco. Entre los animales domésticos están: aves de corral, caballos, cerdos, perros, gatos y semovientes.
También hay animales salvajes que se encuentran en las alturas de los cerros que han sido poblados y también en las montañas que están a distancias lejanas de la ciudad y algunos de estos animales son: Tacuazín, Conejo, Garrobo, Mapache, Serpiente, Lagartija, Coyote, Gato de monte, Zorrillo, Tepezcuintle y cotuza.

## Educación
En el Municipio de Jutiapa los años promedio de estudio son de 5.89 años y el alfabetismo es del 80.41%.

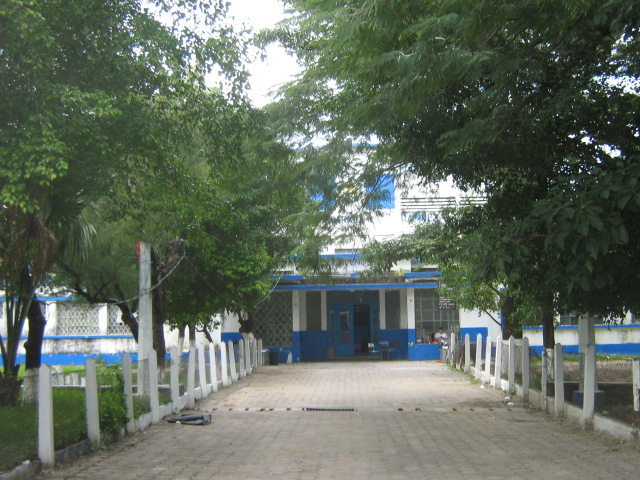
Escuela Oficial Urbana Tipo Federación Salomón Carrillo Ramírez

La ciudad de Jutiapa es el lugar que más establecimientos educativos posee entre los demás municipios que conforman el departamento ya que cuenta con más de treinta escuelas de nivel primario, más de 10 de básico y diversificado, además posee una extensión de la única universidad pública la Universidad de San Carlos de Guatemala (limitada a solo 5 carreras: Liceniciatura en Ciencias Jurídicas y Sociales, Abogacía y Notaría, Licenciatura en Administración de empresas, Licenciatura en Auditoría y Licenciatura en Pedagogía, Ingeniería en Agronomía y Producción Agrícola y Profesorado en Enseñanza Media en Administración Educativa y Pedagogía teniendo una duración aproximada de 6 años respectivamente y de las extensiones de las de tipo privadas como lo son Universidad Mariano Gálvez de Guatemala, Universidad Galileo y Universidad Rafael Landívar entre muchas otras. Los jóvenes y adultos de los demás municipios circunvecinos pueden estudiar el nivel diversificado, básico e incluso primario. Hay varias carreras universitarias y entre ellas están:
- Licenciatura en Trabajo Social con énfasis en Gerencia del Desarrollo
- Técnico Universitario en Trabajo Social
- Licenciatura en Administración de Empresas
- Técnico Universitario en Administración de Empresas
- Licenciatura en Psicología Industrial/Organizacional
- Profesorado de Enseñanza Media en Pedagogía y Psicología
- Ingeniería en Sistemas e Informática
- Licenciatura en Ciencias Política
- Licenciatura en Ciencias Agrícolas con énfasis en Riegos[21]

Los establecimientos educativos de nivel pre-primaria y nivel primaria en total son 37 que se dividen en los sectores urbanos y rurales, en total son 6 establecimientos del área urbano y 31 establecimientos del área rural. Cuenta con varios establecimientos de nivel básico y nivel diversificado en donde llegan estudiantes de aldeas y otros lugares.

## Deportes
El departamento de Jutiapa recientemente ha destacado el fútbol femenino a nivel nacional. 
Otros deportes muy practicados que tiene la cabecera departamental el ciclismo, ajedrez y fisicoculturismo son deportes que han sido de gran importancia para la ciudad de Jutiapa y el departamento de Jutiapa ya que han sido tomado en cuenta a nivel nacional en toda la República de Guatemala.
La ciudad de Jutiapa a pesar de seguir siendo considerada ciudad no posee Complejo Deportivo que pertenezca al Estado de Guatemala pues actualmente por medio de una querella pasó a manos privadas.

## Carreteras
Existen varias carreteras en la ciudad de Jutiapa que son las que conectan directamente con los municipios de El Progreso, Comapa, El Adelanto, Quesada, Yupiltepeque y Cuilapa. Entre sus principales vías de comunicación se encuentra la Carretera Internacional que por el oeste proviene de Cuilapa de Santa Rosa , y unos 7 kilómetros y medio al noroeste enlaza con la Ruta Internacional 2 (o CA-2), la cual hacia el norte conduce a la cabecera municipal de El Progreso. Del citado entronque por la CA-2, 20 kilómetros al este se llega a Asunción Mita y 20 kilómetros hacia el sur se llega a la aldea de San Cristóbal y en la frontera con El Salvador.
De Jutiapa por la Ruta Nacional 23, a 2l kilómetros hacia el Sureste, se llega a Yupiltepeque y de allí a 17 kilómetros hacia el sureste, se llega a Jerez, también en la Frontera con El Salvador. Además hay rutas departamentales y veredas que comunican con los poblados rurales y municipios vecinos.
| Origen  | Destino       | Distancia (km) | Origen  | Destino     | Distancia (km) | Origen  | Destino             | Distancia (km) | Origen  | Destino           | Distancia (km) |
| ------- | ------------- | -------------- | ------- | ----------- | -------------- | ------- | ------------------- | -------------- | ------- | ----------------- | -------------- |
| Jutiapa | El Progreso   | 11             | Jutiapa | Quesada     | 18             | Jutiapa | Yupiltepeque        | 24             | Jutiapa | El Adelanto       | 27             |
| Jutiapa | Asunción Mita | 30             | Jutiapa | Zapotitlán  | 32             | Jutiapa | Santa Catarina Mita | 33             | Jutiapa | San José Acatempa | 34             |
| Jutiapa | Comapa        | 41             | Jutiapa | Jalpatagua  | 42             | Jutiapa | Agua Blanca         | 42             | Jutiapa | Jerez             | 49             |
| Jutiapa | Conguaco      | 53             | Jutiapa | Atescatempa | 59             | Jutiapa | Moyuta              | 60             | Jutiapa | Pasaco            | 92             |

La Ciudad de Guatemala está a 118 km de distancia de Jutiapa.

## Transporte
Jutiapa cuenta con tres terminales de autobuses, pero solo en dos de ellas hay buses suficientes para que se transportes a los otros municipios del departamento de Jutiapa y también a otros departamentos del país de Guatemala, en especial a la ciudad capital. El servicio de transporte es totalmente ilimitado ya que existen varios buses que se dirigen a los otros municipios de Jutiapa. Las terminales se dividen en los buses que se dirigen hacia la Ciudad de Guatemala, Asunción Mita, El Progreso, El Adelanto, Jerez, Yupiltepeque, Zapotitlán, Agua Blanca y Santa Catarina Mita. Hay otra terminal en donde están los buses que se dirigen hacia Comapa, San José Acatempa, Jalpatagua Quesada y Atescatempa. Las otras terminales se dirigen a los demás municipios que son Conguaco, Pasaco y Moyuta.

## Zona arqueológica
El único lugar arqueológico que Jutiapa tiene es El Chipote que es un puente que fue creado en la época colonial. Se encuentra al lado oeste del municipio..

## Problemas Ambientales
El dicha cabecera de Jutiapa existen graves problemas ambienales en especial la contaminación de ríos y aguas subterranesas y falta de agua potable, ruido excesivo producido por motocicletas averiadas y automóviles modificados para hacer escándalo en la vía pública, todo ello se da debido a una falta de control y legislación que regule y multe a quien contamina. La contaminación de cualquier tipo atenta contra la salud y paz de los quienes la habitan.
Ha habido avances en la eliminación de basureros clandestinos aunque todavía falta mucho por avanzar.

### Otras cabeceras departamentales
| Departamento | Cabecera       | Departamento  | Cabecera              | Departamento  | Cabecera      | Departamento   | Cabecera       |
| ------------ | -------------- | ------------- | --------------------- | ------------- | ------------- | -------------- | -------------- |
| Alta Verapaz | Cobán          | Baja Verapaz  | Salamá                | Chimaltenango | Chimaltenango | Chiquimula     | Chiquimula     |
| El Progreso  | Guastatoya     | Quiché        | Santa Cruz del Quiché | Escuintla     | Escuintla     | Huehuetenango  | Huehuetenango  |
| Izabal       | Puerto Barrios | Jalapa        | Jalapa                | Petén         | Flores        | Quetzaltenango | Quetzaltenango |
| Retalhuleu   | Retalhuleu     | Sacatepéquez  | Antigua Guatemala     | San Marcos    | San Marcos    | Santa Rosa     | Cuilapa        |
| Sololá       | Sololá         | Suchitepéquez | Mazatenango           | Totonicapán   | Totonicapán   | Zacapa         | Zacapa         |